# طواف بولندا 2011
طواف بولندا 2011 هو سباق دراجات هوائية أقيم بتاريخ 31 يوليو – 6 أغسطس، تكون السباق من 7 مراحل وامتدّ لمسافة 1113.3 كم بسرعة 41.749 كم/س، استغرق السباق 26 ساعة 40 دقيقة 01 ثانية. فاز به السلوفاكي بيتر ساجان وحلّ ثانيا دان مارتن.

## الترتيب
| م                     | الدرّاج     | البلد           | الزمن                     |
| --------------------- | ---------- | --------------- | ------------------------- |
| الفائز بالترتيب العام | بيتر ساجان | سلوفاكيا        | 26 ساعة 40 دقيقة 01 ثانية |
| الثاني                | دان مارتن  | جمهورية أيرلندا |                           |
| حسب النقاط            | بيتر ساجان | سلوفاكيا        | -                         |